# Белое (Островский район)
Белое — деревня в Шиковской волости Островского района Псковской области.
Расположена на восточном побережье озера Логовое, в 65 км к востоку от города Острова и в 12 км к северо-востоку от волостного центра, деревни Шики.
Численность населения деревни по состоянию на 2000 год составляла 12 человек.